# Johan Sylvius

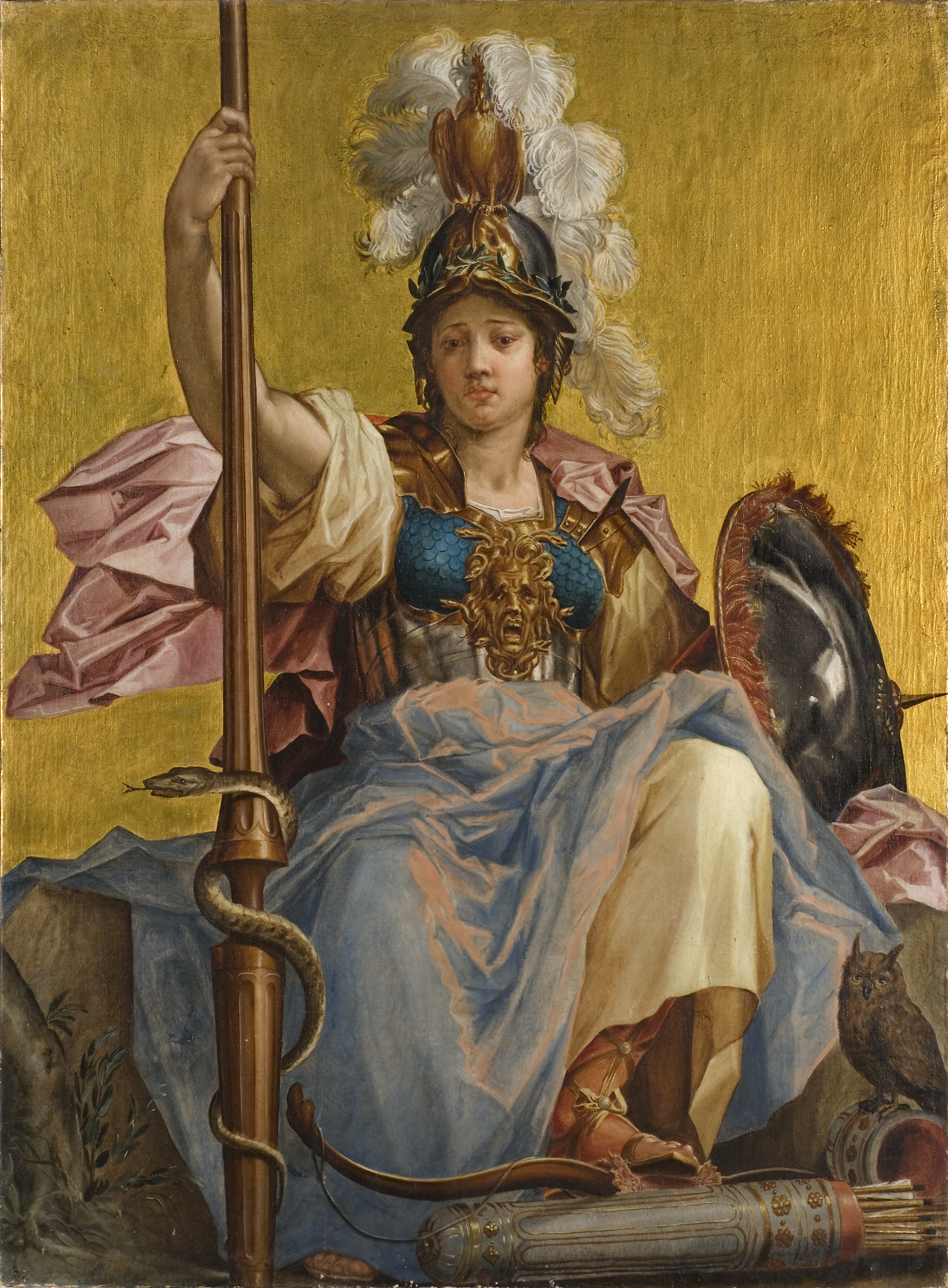
Minerva, visdomens och den strategiska krigskonstens gudinna i romersk mytologi. Oljemålning av Johan Sylvius. Nationalmuseum, Stockholm.

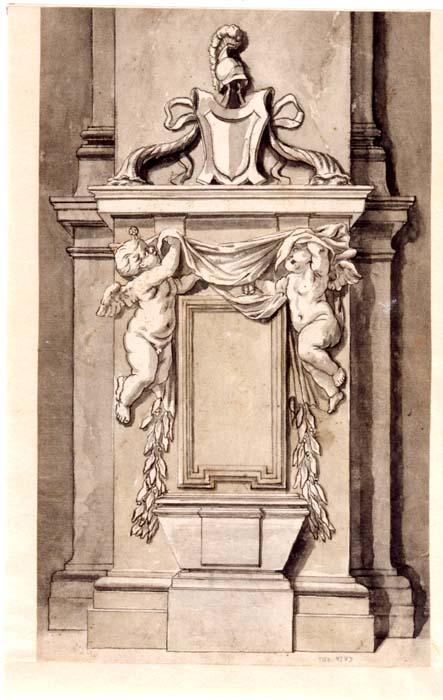
Gravmonument över Ferdinand van den Eynde i Santa Maria dell'Anima, Elevation. Bilden visar en lavering i grått och brunt, på papper av Johan Sylvius. Nationalmuseum, Stockholm.

Johan Sylvius (Silvius), född troligen på 1620-talet i Sverige, död i mars 1695 förmodligen på Drottningholms slott i Lovö socken, Stockholms län, var en svensk målare och tecknare.
Sylvius var troligen gift med en tyska troligen nämnd som Barbro Silvuis Richhart Fraun eller Catharina Sylvis som ärvde Sylvius och senare  gifte om sig med Carlo Carove. Sylvius tillbringade stor del av sin ungdom och mannaålder utomlands, men stora delar av hans tidiga liv är höljt i dunkel och man vet ganska litet. Han var född svensk, men kom tidigt utomlands och begav sig till Italien. 
Erik Dahlbergh och David Klöcker Ehrenstrahl träffade honom i Frankfurt 1658 och något senare i Rom. I Rom blev han en "snäll målare" enligt orden i boken Anecdota Benzeliana, anteckningar i svensk historia, författad av Erik Benzelius den yngre från 1914. Det är troligt att han på dessa orter haft möjlighet att studera Peter Paul Rubens och andra holländska mästare. David Klöcker Ehrenstrahl stödde på olika sätt Erik Dahlbergh i hans verk Suecia antiqua et hodierna. Man vet att Johan Sylvius under 1600-talets mitt var verksam i Italien där han fördjupade sitt intresse i dekorationsmåleriet och att han arbetade under två eller tre påvars tid i Rom. På 1670-talet reste han till England och troligen studerade han Charles Le Bruns konst i Paris på sin resa dit. I England utförde han tillsammans med Antonio Verrio (1639-1707) målningar på Windsor Castle och fick möjlighet att förnya kontakten med Rubens i Palace of Whitehall i London. Han fick även lovord för sin skicklighet som porträttör av den engelska konstnären Peter Lely.
Genom envoyén Johan Leijonbergh, friherre och diplomat, anställdes Sylvius av änkedrottning Hedvig Eleonora för att utföra dekorativa arbeten på Drottningholm och Ulriksdal. Han var historiemålare. Målningarna utfördes ofta i olja eller fresk och de är delvis ännu bevarade och de vittnar om säker smak och begåvning. Han kom till Drottningholm på sommaren 1686 och påbörjade omedelbart dekorationsarbetena på slottet med hjälp av flera lärjungar. Det är vid dessa slott här i Sverige som hans konst i al fresco och olja finns kvar. På Drottningholms slott finns plafonderna i övre vestibulen och i övre galleriet. Vid samma tid dekorerade han också den förstörda Slottskyrkan i Stockholm, det som låg i det gamla slottet Tre Kronor, före Slottsbranden 1697, och i konungens rum på Ulriksdal. På Nationalmuseum i Stockholm finns en mängd studier till hans arbeten.
I Rom målade Sylvius en oljemålning av okänt datum föreställande Minerva. Hon var visdomens och den strategiska krigskonstens gudinna i romersk mytologi. Hon tillhörde den Kapitolinska Triaden tillsammans med Jupiter och Juno och tillbads i det berömda templet på Capitolium i Rom såsom stadens och statens skyddsgudinna. Oljemålning har formatet 164 cm x 122 cm. 
I Rom ritade Johan Sylvius även en lavering i grått och brunt på papper med svartkrita, penna och brunt bläck kallad Gravmonument över Ferdinand van den Eynde, Elevation av François Duquesnoy, sarkofagen har inskriptionen VIVENS MORI MEMOR, i Santa Maria dell'Anima, en kyrkobyggnad i Rom helgad åt Jungfru Maria. Inom liturgin betyder elevation bruket att vid nattvarden lyfta upp det invigda brödet och kalken med det invigda vinet för församlingen. Teckningen har formatet 38,2 x 23 cm.

## Dekorering i Drottningholms slott

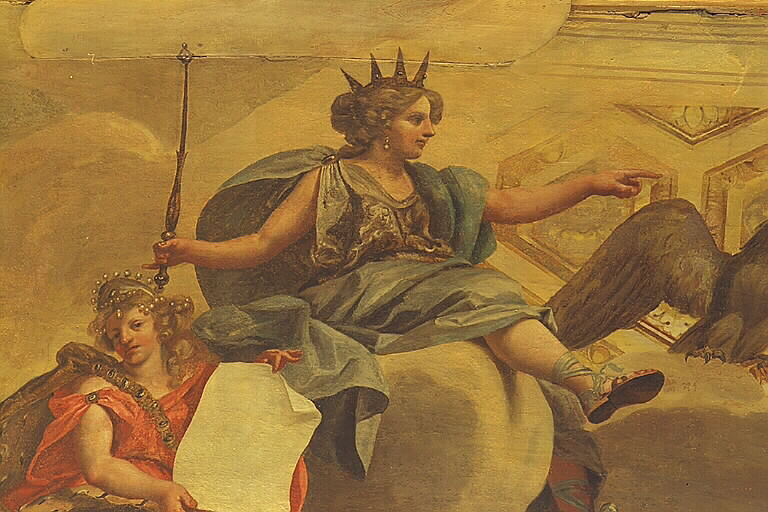
Trapphuset på Drottningholms slott. Takmålning av Johan Sylvius.

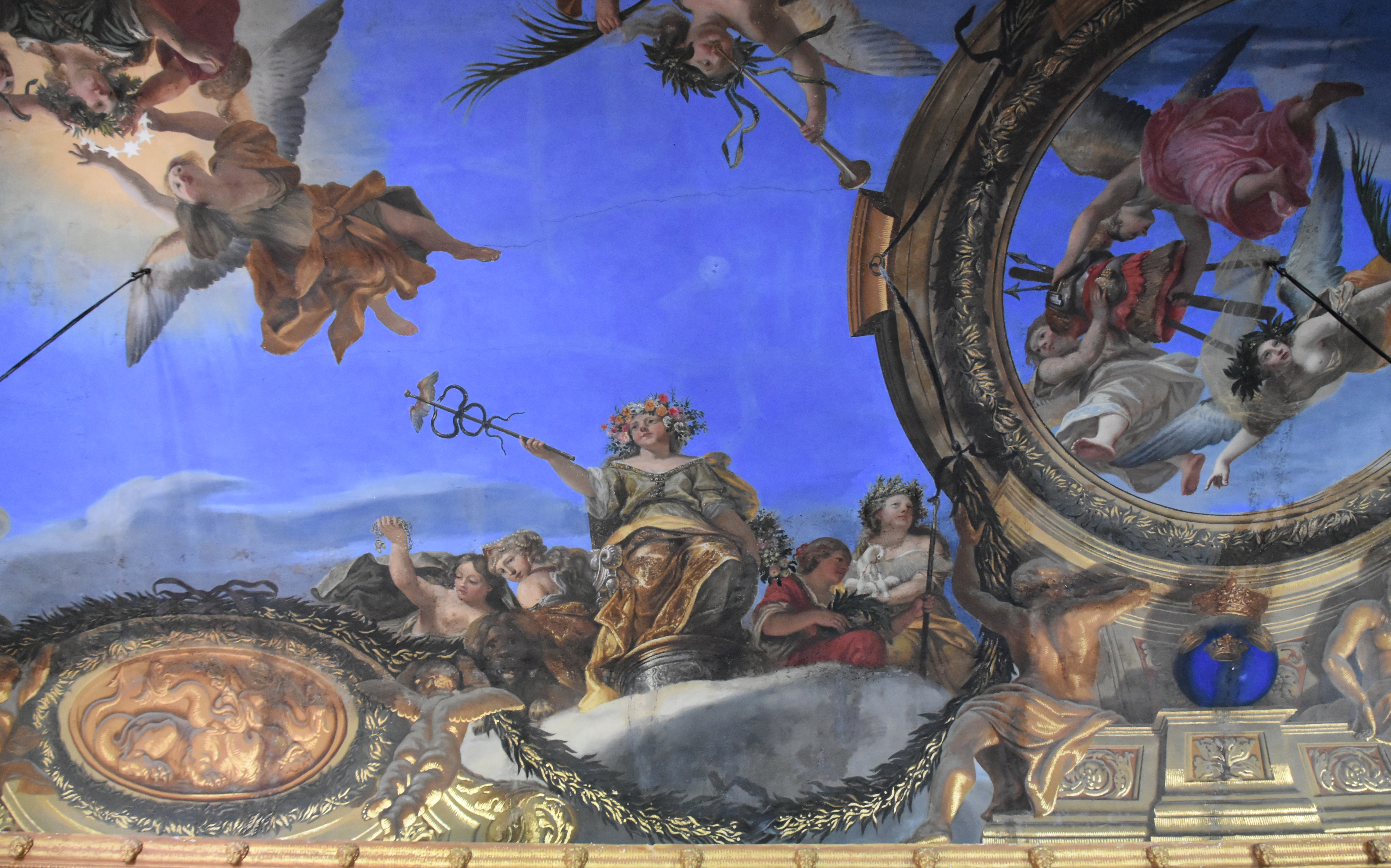
Karl XI:s galleri på Drottningholms slott. Plafondmålningen i galleriet är utförd av Johan Sylvius 1689-1690 efter ett av Nicodemus Tessin den yngre utarbetat program med temat Dygden och Lasten.

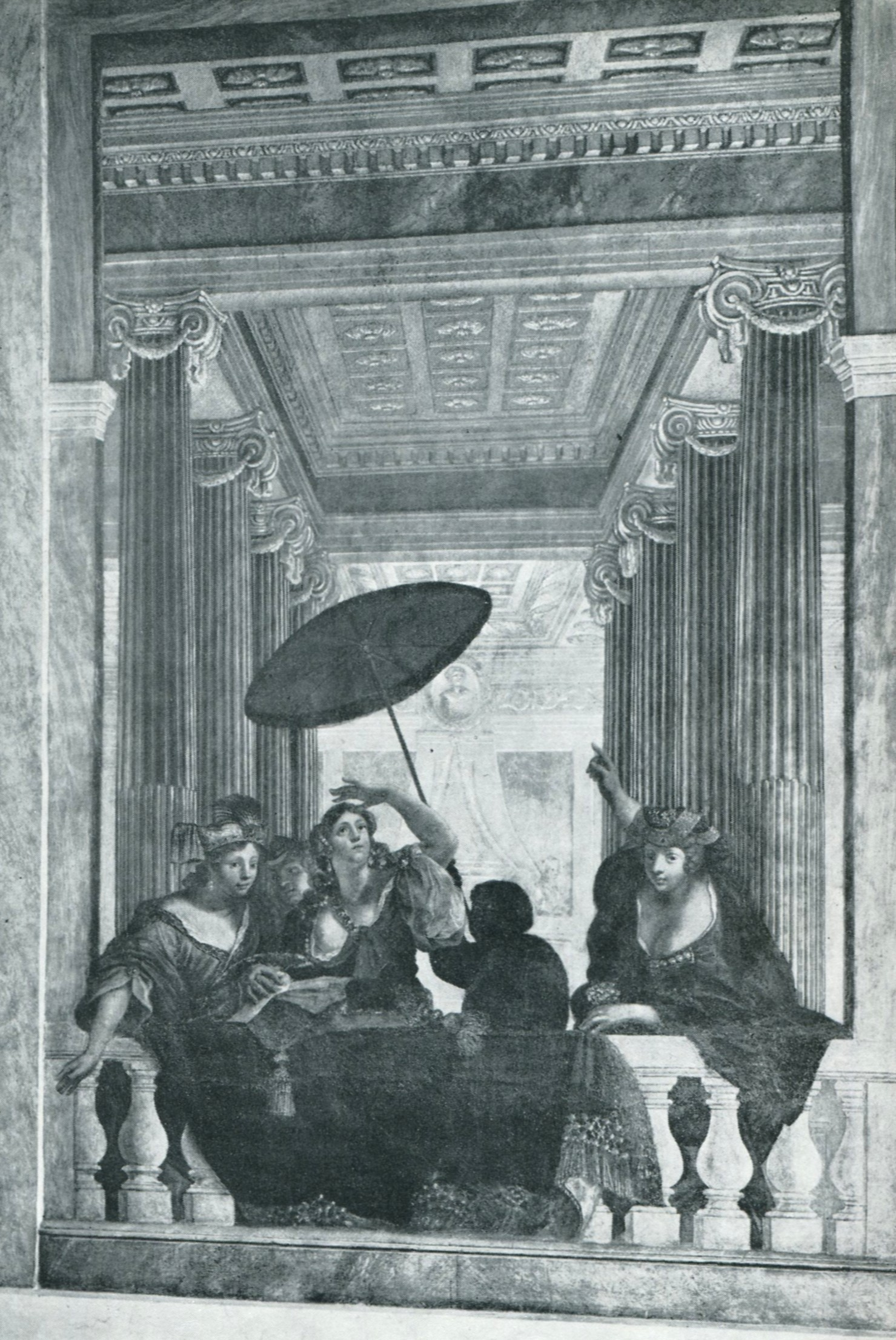
Freskomålning med en illusionsskapande perspektivmålning, så kallad trompe l'œil, vars rum tycks sträcka sig långt in i slottet, av Johan Sylvius 1687 i trapphuset, Drottningholms slott.

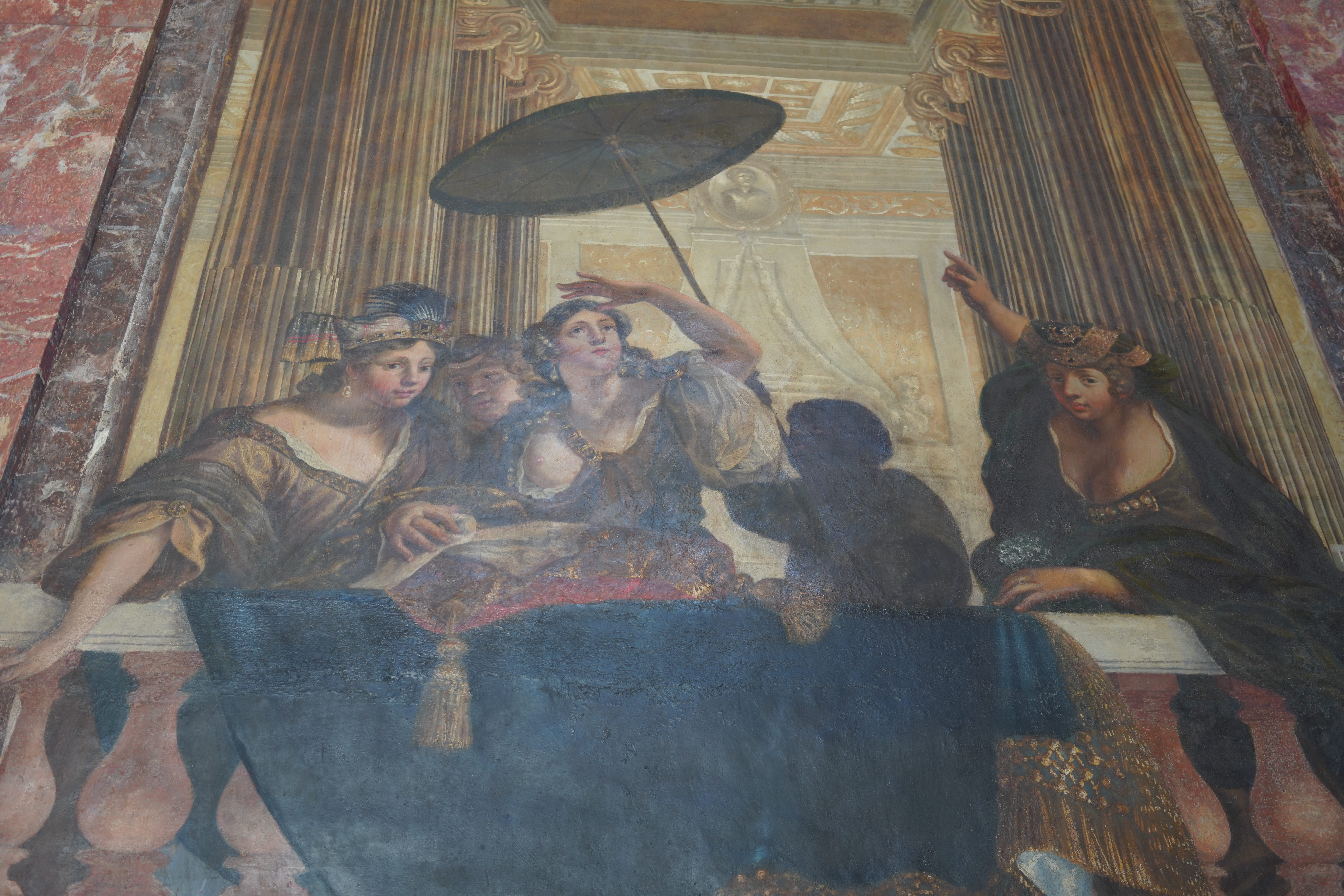
Detalj av Johan Sylvius freskomålning i trapphuset, Drottningholms slott med den illusionsskapande perspektivmålningen.

Drottningholms slott är till största delen en byggnad från senare delen av 1600-talet, ritad av Nicodemus Tessin den äldre (1615-1681). När Nicodemus Tessin den yngre (1654-1728) ville dekorera Drottningholms slott efter mönster från Versailles kallades Sylvius till Stockholm 1686 genom den brittiska envoyén Johan Leijonbergh. Ett tiotal av Sylvius dekorationsmålningar med allegoriska och mytologiska motiv finns bevarade. I nedre förstugan mot parken finns en takmålning föreställande en triumferande romersk fältherre fritt skapad efter Giulio Romanos kartong till tapetsviten med motiv ur Scipio Africanus historia som han målade 1686. Sylvius hade god kännedom  om den romerska konstscen som utgjorde den viktigaste inspirationskällan för Tessin. Arkitekten Tessin fick i Sylvius inte bara en duglig medhjälpare utan också en samtalspartner som tog egna initiativ och föreslog nya lösningar. Ett exempel är de perspektiviska väggmålningar där exotiskt klädda människor ser ut att blicka ut över det övre trapprummet genom balustradförsedda öppningar. Målningarna är typiska för den romerska barocken i sin lek med rum och perspektiv, med gränserna mellan måleri och arkitektur och mellan konstverk och betraktare.
Nedre vestibulen kommer man till efter att från slottets huvudentré på sjösidan ha stigit upp för den första ganska mörka delen av trappan. Här öppnar sig byggnaden mot våningarna och med utblicken mot omgivningarna. Besökaren får ett första intryck av slottets inplacering i och samspel med trädgårds- och parkanläggningen. Takmålningen, som är utförd av Johan Salvius, skildrar en romersk fältherres triumftåg.    
I Trapphuset, Drottningholms slott, utförde han en takdekoration med drottning Hedvig Eleonora som dygdernas beskyddarinna som fullbordades av Olof Pilo 1686, på kortsidorna utförde han al frescomålningar med sällskapsscener med skenperspektiv och målade rumsbildningar där man ser gestalter från all världens länder diskutera eller beundra trapphusets prakt. Under studier i Italien och Frankrike lärde sig Sylvius tekniken att måla al fresco och att konstruera skenperspektiviska bilder. Den glansfullt genomförda idén till dessa fresker är hämtade från Escalier des Ambassadeurs i Versailles, men återger samtidigt förebilder från tidig italiensk barock. Huvudtrapphuset på Drottningholms slott skapades mellan 1665 och 1687 av arkitekten Nicodemus Tessin den äldre med hjälp av de italienska stuckaktörerna Giovanni Carove och Carlo Carove (troligen bröder), skulptören Nicolaes Millich från Antwerpen samt målaren Johan Sylvius. Det magnifika trapphuset med tillhörande vestibuler räknas till Tessin den äldres mäktigaste arkitektoniska skapelser.
I Nedre vestibulen öppnar sig byggnaden mot våningarna och med utblicken mot omgivningarna får besökaren ett första intryck av slottets inplacering i och samspel med trädgårds- och parkanläggningen. Takmålningen är utförd av Johan Sylvius och skildrar en romersk fältherres triumftåg. Romersk triumf (latin triumphus), var det festliga intåg i Rom som en fältherre höll med sin segerrika krigshär, ett segertåg. Till nedre vestibulen kommer man efter att från slottets huvudentré på sjösidan ha stigit upp för den första relativt mörka delen av trappan.
I Övre vestibulen, som fungerar som förhall till våningens sviter, utförde han en takmålning med Olympens gudar 1687, den är en fri efterbildning av en fresk i Villa Borghese i Rom, och i arbetsrummet en plafond med Flora och putti 1687. Från övre vestibulen har med en god utblick över lustträdgården.

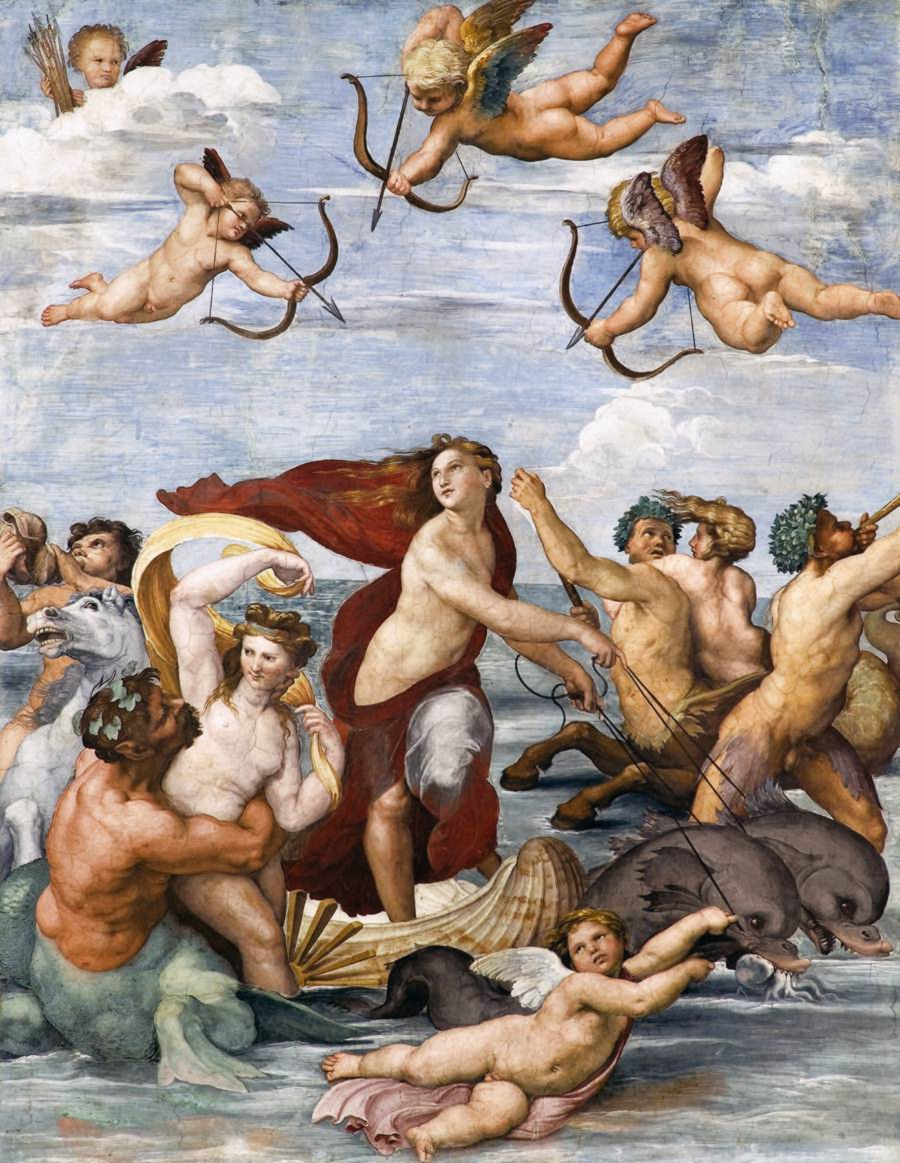
Rafaels verk Galateas triumf från 1511 i Villa Farnesina, har samband med Johan Sylvius' målning i drabantsalen på Drottningholms slott.

I övre norra drabantsalen målade han arkitekturer och hörnkaryatider uppbärande en mittspegel med Kronos och årstiderna samt målningar i Karl XI:s galleri. Johan Sylvius plafondmålning är signerad och daterad år 1692, och den framställer historien om Kronos, en härskare av titanernas släkte i den grekiska mytologin. Han åt upp sina barn så snart de blivit födda av fruktan för framtida konkurrens. Hans maka Rhea lyckades dock rädda en av sönerna, Zeus, som när han vuxit upp tvingade fadern att utspy syskonen, bland dem Poseidon och Hades. Även de fyra årstiderna avbildas i målningen, dessa är Våren med blommor, Sommaren med fjärilsvingar, Hösten med frukter och Vintern som värmer händerna vid ett fyrfat.
Det allegoriska måleriet som förekommer har troligen utarbetats av Tessin under hans vistelse i Italien 1687–1688, eftersom man kan finna samband med Rafaelkretsens plafondfresk i Loggia di Psiche i Villa Farnesina (ursprungligen Villa Chigi), en villa i stadsdelen Trastevere i Rom, mittemot Palazzo Farnese på andra sidan Tibern,  medan uppbyggnaden av plafondernas ram har franska förebilder sannolikt hämtade från olika mönsterböcker.
I övre södra drabantsalen målade han 1694 en plafond som skildrar med Phaëtons fall. Phaëton var son till solguden Helios och fick en gång lov att köra solvagnen över himlavalvet. Men eftersom han genom sin oskicklighet var han nära att orsaka förödelse på jorden såg sig Zeus nödsakad att med sin blixt förgöra honom. De fyra elementen framställs i takets hörn, dessa är Jorden symboliseras av en kvinna med en vinranka, Luften av en bevingad kvinna med en påfågel, Elden av en kvinna med ett eldfat och Vattnet av en kvinna med en fisk. Stuckarbetena i övre södra drabantsalen utfördes av Giovanni Caroveri och Carlo Carove 1692.
I Rikssalen, Drottningholm, som var slottets stora fest- och ceremonisal, arbetade Johan Sylvius med en målning med de fyra världsdelarna när han avled 1695. Det målade välvda taket är kvar från originalinredningen och utförd för drottning Hedvig Eleonora vid 1600-talets slut. Takmålningen påbörjades av Sylvius, som före sin död 1695 troligen främst utförde  den stora mittframställningen, där himlen öppnar sig mot Olympens gudavärld. Målningen fullbordades av Evrard Chauveau, som troligen främst utförde de nedre partierna med en målad skenarkitektur av balustrader och kolonner som i hörnen övergår i bronsskimrande allegorier över de fyra världsdelarna och 1699 signerade målningen i hörnet ovanför dörren till Gula salongen.

## Stockholms slottskyrka, Lovö kyrka och Ulriksdals slott

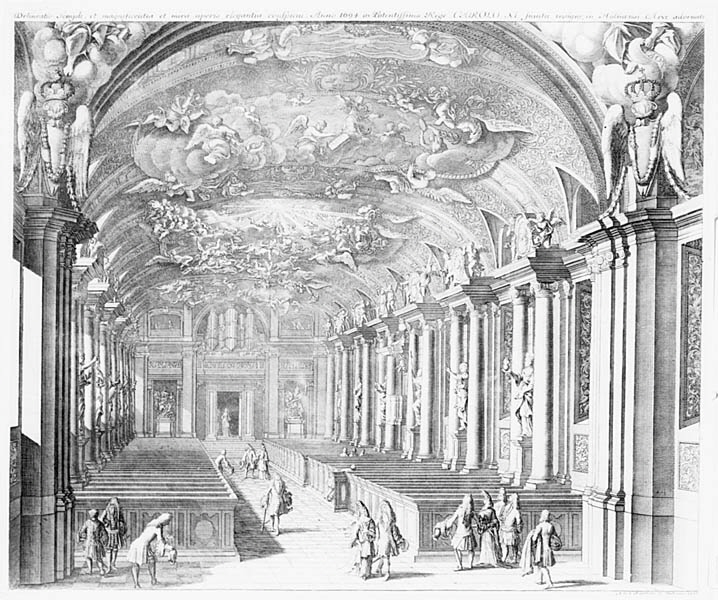
Johan Salvius dekorerade takplafonden i Slottskyrkan i det gamla Slottet Tre Kronor i Stockholm. Bilden visar en etsning på papper av Johannes van den Aveelen (1690). Slottskyrkan förstördes vid Slottsbranden 1697. Nationalmuseum.

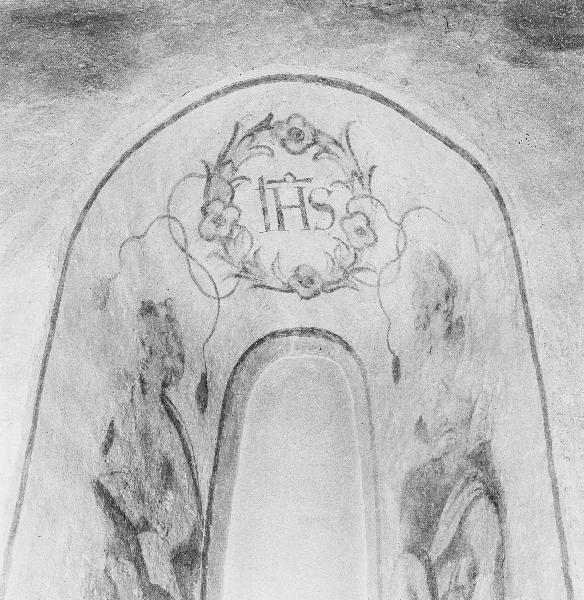
Kalkmålning i Lovö kyrka vid långhusets södra vägg i en gotisk fönsternisch.

Sylvius målade även den stora plafonden i Stockholms slottskyrka 1693–1695, och som förstördes vid branden 1697. För Lovö kyrka målade han en serie änglar som bär på Kristi monogram och på Ulriksdal utförde han dekorationsmålningar i konungens rum. Några svenska porträtt utförda i olja är inte kända, men några freskpartier med figurer i naturlig storlek på Drottningholm kan möjligen ge en viss föreställning som porträttmålare. Till hans medhjälpare och elever räknas främst Olof Pilo och Johan Richter. I Anecdota Benzeliana skildras han såsom en glad och frispråkig man, och flera infall av honom i samtal med Karl XI omtalas där. Ulriksdals slott hade uppförts cirka 1638-1645 och Hedvig Eleonora hade stora planer för slottet och lät Nicodemus Tessin d.ä. utarbeta diverse skisser, men bara mindre ombyggnader genomfördes på 1600-talet. En stab av skickliga hantverkare anlitades för utsmyckningen av Ulriksdals slott, de var även sysselsatta med arbeten vid Drottningholms slott. Johan Sylvius fanns bland dem samt stuckatören Carlo Carove och hovmålaren Hans Georg Müller. Hans Georg Müller anställdes 1678 av änkedrottning Hedvig Eleonoras tjänst vid Jakobsdal (Ulriksdal) där han utförde fem porträtt av hennes förfäder. Fram till 1690-talets början var han var i Hedvig Eleonoras tjänst. 

## Representerad
Sylvius är representerad vid Nationalmuseum i Stockholm med ett tjugotal teckningar med studier till sina arbeten.